# فهد المبارک
فهد المبارک (انگلیسی: Fahed Al-Mobarak؛ زادهٔ ۱۵ ژانویهٔ ۱۹۸۴) یک بازیکن فوتبال اهل عربستان سعودی است.
از باشگاه‌هایی که در آن بازی کرده‌است می‌توان به الشعله عربستان، الهلال عربستان، الفیصلی عربستان، و الاتفاق عربستان اشاره کرد.